# جنگ مهردادی سوم

پادشاهی ارمنستان

سومین جنگ مهردادی (به ایتالیایی: Terza Guerra Mitridatica) آخرین و طولانی‌ترین رشته از جنگ‌های مهردادی بود که در سال‌های ۷۴ تا ۶۳ پ. م میان مهرداد ششم پادشاه پنتوس، و جمهوری روم درگرفت. هر دو طرف توسط متحدین متعددی که از کل حوضه مدیترانه شرقی و بخش‌های بزرگی از آسیا (آسیای کوچک، ارمنستان بزرگ، شمال میانرودان و شام) در جنگ درگیر شده بودند، حمایت می‌شدند. این نبرد با شکست مهرداد و خودکشی‌اش به پایان رسید و به دودمان مهردادیان و نیز امپراتوری سلوکی مُهر پایان زد و پادشاهی ارمنستان بزرگ را مبدل به یک دولت متکی رومی ساخت. تا سال ۶۷ پ. م هدایت این نبرد را ژنرال رومی لوکیوس لیکینیوس لوکولوس برعهده داشت و از این سال به بعد فرماندهی عالی رومیان به گنایوس پومپیئوس کبیر سپرده شد.

سال ۸۹ ق.م.